# Marek Inglot
Marek Andrzej Inglot SJ (* 25. März 1961 in Brzozów) ist ein polnischer Ordensgeistlicher und Kirchenhistoriker. Er ist seit 2023 Präsident des Päpstlichen Komitees für Geschichtswissenschaften.

## Leben
Marek Inglot trat 1980 der Ordensgemeinschaft der Jesuiten bei. Er studierte Theologie und Philosophie und empfing am 29. Juni 1988 das Sakrament der Priesterweihe. Am 22. August 1997 legte er die letzten Ordensgelübde ab.
An der Päpstlichen Universität Gregoriana wurde er 1995 mit der Dissertation La Compagnia di Gesù nell’Impero Russo (1772–1820) e la sua parte nella restaurazione generale della Compagnia über das Überleben des Jesuitenordens während seines Verbots im Russischen Kaiserreich in Kirchengeschichte promoviert. Bereits ab 1993 lehrte er an der Fakultät für Geschichte und Kulturgüter der Kirche derselben Universität, war Professor und Dekan. Am 17. März 2020 wurde er zum Mitglied des Päpstlichen Komitees für Geschichtswissenschaften ernannt.
Papst Franziskus ernannte ihn am 14. September 2023 zum Präsidenten des Päpstlichen Komitees für Geschichtswissenschaften.

## Schriften
- La Compagnia di Gesù nell’Impero Russo (1772–1820) e la sua parte nella restaurazione generale della Compagnia (Dissertation), Miscellanea Historiae Pontificiae, Band 63, Rom 1997, ISBN 978-8-87652-722-7.
  - englische Ausgabe: How the Jesuits Survived Their Suppression. The Society of Jesus in the Russian Empire (1773–1814), Saint Joseph’s University Press, Philadelphia 2015, ISBN 978-0-91610-183-1.